# Conselve
Conselve (Conselve in veneto) è un comune italiano di 9 956 abitanti della provincia di Padova in Veneto, posto in pianura a circa 20 chilometri a sud dal capoluogo. Centro agricolo e industriale tra i principali della Bassa Padovana, è un polo aggregatore per i comuni vicini e ospita un numero cospicuo di ville venete.

## Geografia fisica
Il territorio del Comune di Conselve si trova nella sezione centrale della Bassa Padovana. Il municipio si trova a circa 20 km in linea d'aria dalla Laguna di Venezia, a 33 km dal Mare Adriatico, e a 9 km dalla Rocca di Monselice, minore elevazione dei Colli Euganei, facilmente visibili nelle giornate limpide.
Nel territorio comunale non sono presenti fiumi o canali rilevanti, ma solo un reticolo idrografico minore (di scolo e/o di bonifica). Conselve fa parte del cosiddetto "Bacino Scolante": le acque che scorrono nel Comune prendono diverse direzioni, ma tutte raggiungono la Laguna di Venezia tramite il nodo idraulico di Ca' Bianca, e non arrivano al mare tramite il Fiume Adige o il Bacchiglione, i due fiumi principali più prossimi.

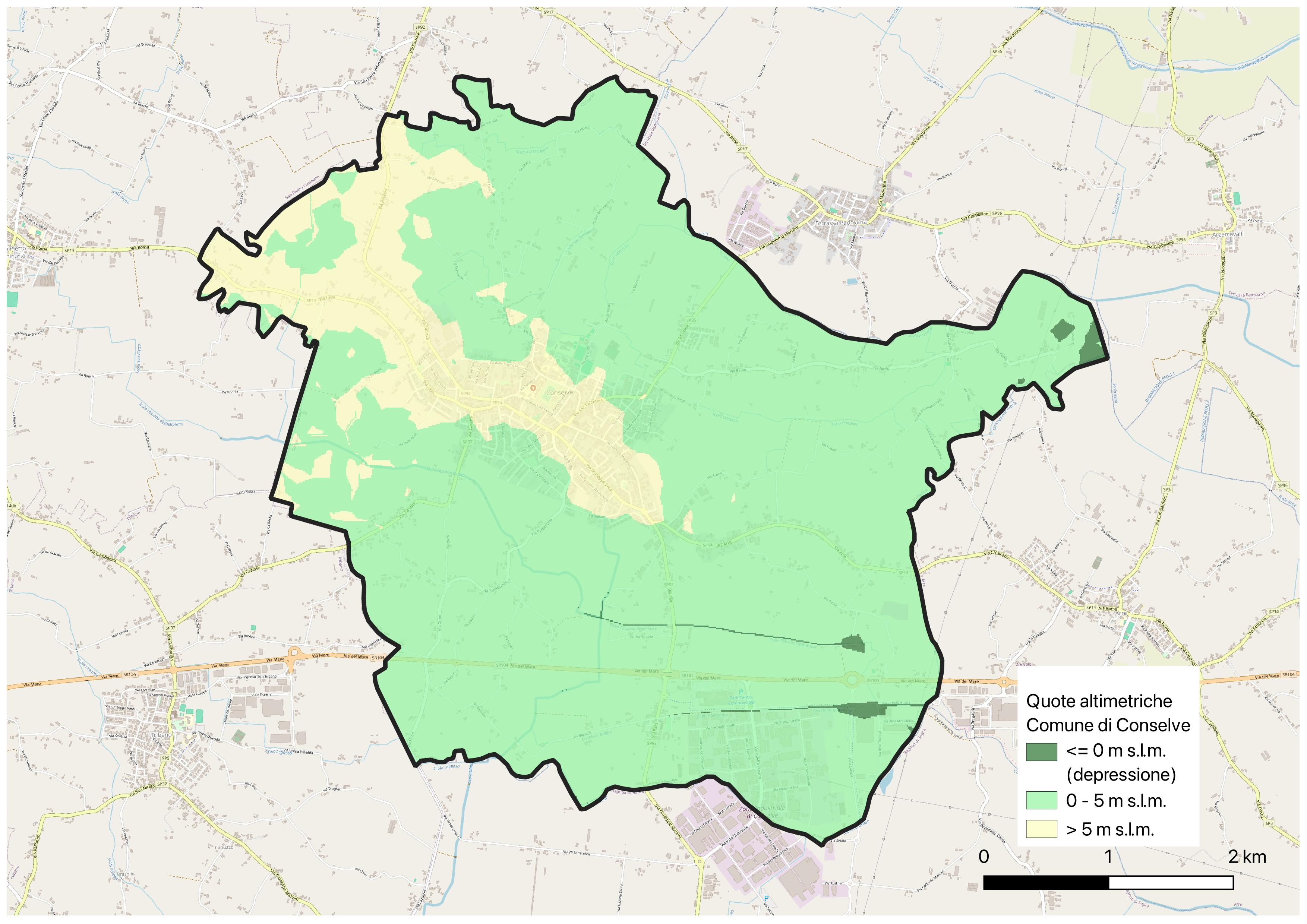
Mappa altimetrica del Comune di Conselve

Il territorio comunale ha un'elevazione massima di quasi 8 metri sul livello del mare nei pressi di Via Levà, vicino al confine con San Pietro Viminario, mentre l'elevazione minima del territorio è (se si esclude il livello dei fiumi) alla fine di Via Beolo, a quasi - 1 metro sotto il livello del mare. Queste aree sono considerabili come una depressione e tale situazione idro-morfologica non è singolare, ma comune nelle aree di pianura alluvionale della Bassa Padovana o del Polesine. La condizione depressionaria del territorio fa sì che sia necessaria la funzione di idrovore per evitare l'impaludamento e l'allagamento dei terreni.
Il centro storico comunale e le strade verso Cartura e San Pietro Viminario sono siti nella parte più alta del territorio, in corrispondenza del dosso fluviale che ha lasciato l'antico letto del fiume Adige. Le aree più basse, che attualmente ospitano attività agricole o l'ampia zona industriale, si presentavano soprattutto come paludi e acquitrini: in particolare tutta la parte sud del comune, fino a Bagnoli di Sopra e Tribano, era occupata da un vasto lago.
Da un punto di vista litologico, il sottosuolo è esclusivamente composto da elementi sedimentari, in gran parte sabbie, limi, e argille, più localmente torbe.

### Clima

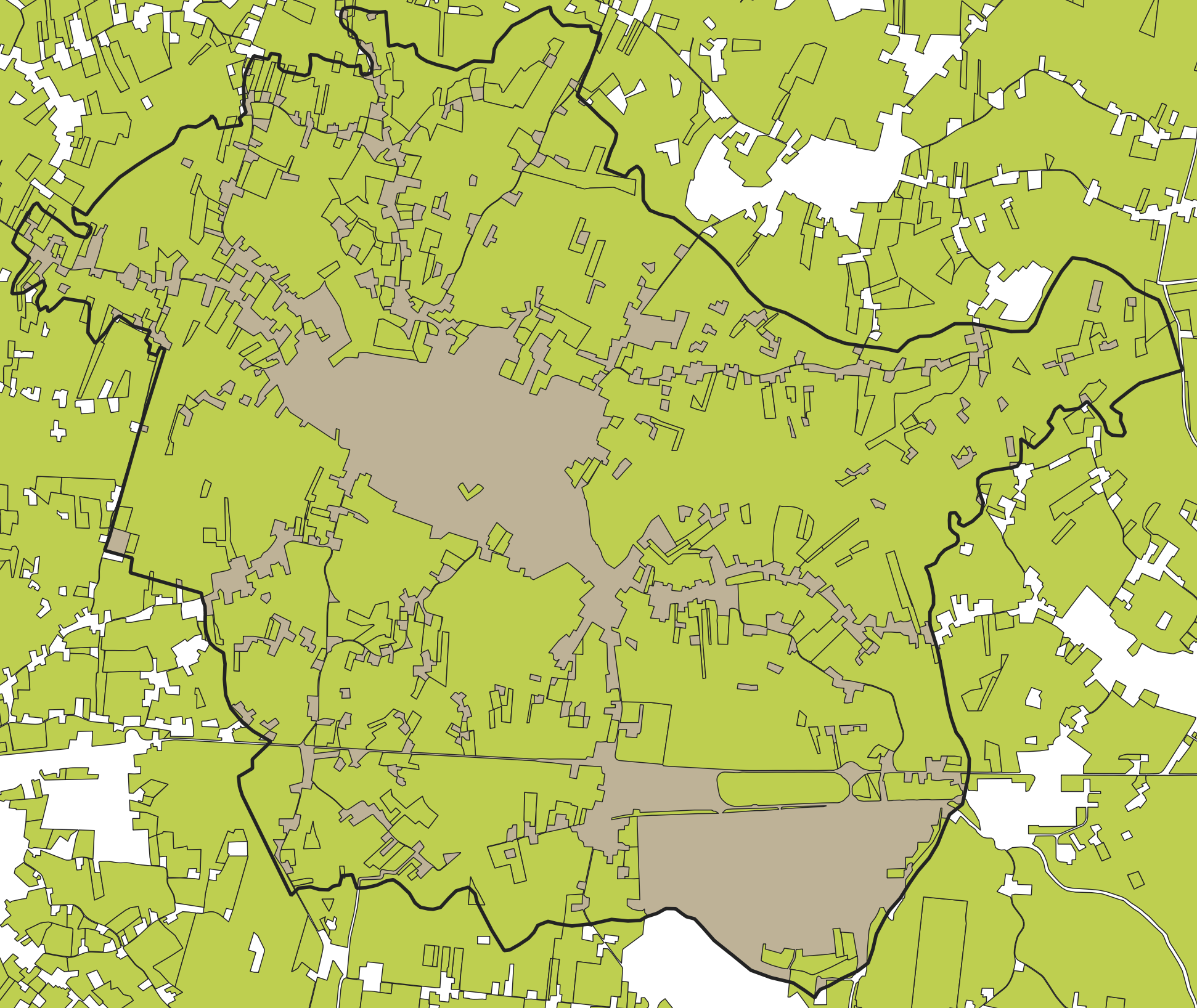
Uso del suolo nel Comune di Conselve: in verde le aree agricole, in grigio quelle costruite.

Conselve, come buona parte della Pianura Padana, ha un clima temperato umido con estate calda (Cfa) secondo la Classificazione dei climi di Köppen. Gli inverni sono raramente nevosi e spesso nebbiosi (a causa del fenomeno dell'Inversione termica) molto comune nelle aree altimetricamente più basse. Le precipitazioni sono abbastanza regolari lungo l'anno e le estati sono calde e spesso afose.

### Paesaggio
Secondo la Classificazione dei Comuni secondo le Ecoregioni d'Italia, Conselve è classificata nella sottosezione Pianura Padana Centrale. Il paesaggio, facente parte della pianura aperta a Nord del Fiume Adige, è piatto e presenta tracce di alvei e meandri abbandonati, ventagli e canali di esondazione. In particolare, le ricerche paleoidrografiche dimostrano come l'antico alveo del Fiume Adige passasse proprio al di sotto dell'attuale centro storico conselvano fino addirittura all'Alto Medioevo. Lo "Scolo Sardellon Sorgaglia" e gli "Scoli Sorgaglia di Palù e Fossona" sono due corsi d'acqua conselvani vincolati dall'Art. 142, Codice dei beni culturali e del paesaggio per interesse paesaggistico.
Il 21% del territorio è "consumato", ovvero costruito od occupato da coperture permanenti (come le strade). Buona parte della superficie territoriale è composta da campi coltivati, in cui domina la coltivazione del mais, a cui seguono, in ordine, il frumento, la soia, e la vite. Celebre è in particolare il vino DOCG Bagnoli Friularo, coltivato in soli 14 Comuni della Provincia di Padova; la strada che attraversa il territorio del disciplinare DOCG attraversa Conselve ed è denominata "Stradon del Vin Friularo", parte delle "Strade del vino e dei prodotti" della Regione Veneto. La viticoltura nelle campagne conselvane ha origini antichissime: viene introdotta dai Benedettini nell'XI secolo, che bonificarono molte delle terre ora coltivabili. Risalirebbe a questo periodo anche l'introduzione tra le colture del celebre Raboso del Piave, con il quale oggi si ottiene il Friularo DOCG. La sua piena affermazione si ebbe nel successivo periodo veneziano, nel XV secolo, quando con il decadimento della potenza commerciale della Serenissima nell'area del Mediterraneo e del Vicino Oriente l'importazione dei vini greci diminuì drasticamente, offrendo una possibilità di sviluppo ai vini locali. Era inoltre un vino con forte acidità, che ne permetteva la conservazione per lunghi periodi durante i viaggi in mare (veniva chiamato, appunto, "vin da viajo"). Dopo una crisi della viticoltura dovuta alla soppressione degli ordini religiosi conseguente alle Campagne napoleoniche, la viticoltura ritorna a dominare il paesaggio conselvano grazie alle varietà sia francesi sia autoctone.

## Storia

### Periodo pre-romano
La frequentazione antica dell’attuale territorio comunale di Conselve ha lasciato poche tracce. La natura del territorio, soggetto a impaludamento e a importanti cambi di direzione del corso degli antichi fiumi, non ha permesso la scoperta di rimanenze archeologiche pre-romane. Tuttavia il territorio doveva essere frequentato, seppur a basse densità, come dimostrano scoperte archeologiche nei comuni limitrofi, lungo le diverse epoche: partendo dal Neolitico con un villaggio a Maserà di Padova, passando per l’età del rame con tracce archeologiche (una lama in selce) a Gorgo di Cartura; inoltre numerosi materiali sono stati portati alla luce a San Giusto di Anguillara Veneta riferibili all’età del bronzo; l’età del ferro è riccamente rappresentata da rinvenimenti da San Pietro Viminario, Cartura e Tribano; importanti reperti dei Veneti antichi sono stati scoperti a Cartura. Da vari studi scientifici, è emerso come lungo il territorio di Conselve passasse, a partire dall’età del bronzo sino all’epoca alto-medievale, uno dei due corsi principali del fiume Adige. Nel febbraio 1950 venne rinvenuto, a due metri di profondità in una cava di sabbia presso Ca' Sagredo, un cranio di uro, portato probabilmente dalle acque alluvionali dell'Adige.

### Periodo romano

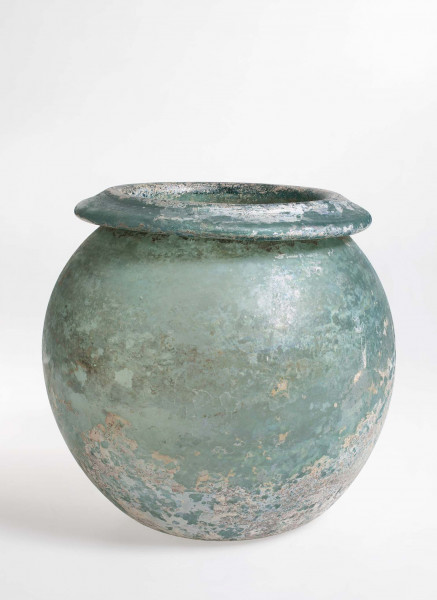
Olla vitrea del II secolo d.C. esposta ai Musei Civici di Padova.

È lungo il dosso fluviale che si è formato, sopraelevato rispetto alla bassa pianura facilmente impaludata, che sono stati rinvenuti i principali reperti di epoca romana. Dei numerosi reperti ritrovati a Conselve, molti provengono dai terreni confinanti con Cartura (Via Rena), Via Fossalta, Via Levà. In quella zona (probabilmente lungo le antiche sponde dell’Adige) doveva esserci una villa rustica attiva durante l’impero di Caligola. Per altri reperti non si conosce l’ubicazione originaria: è il caso, per esempio, di due olle vitree conservate ai Musei Civici di Padova, le cui origini sono discusse.
Il territorio conselvano in epoca romana era presumibilmente diviso tra gli ager di Patavium e di Ateste, dato che il confine doveva passare proprio lungo l’antico Adige. Senza soluzione di continuità era invece la centuriazione di epoca augustea, di cui si scorgono i segni in varie zone del territorio: per gli assi Nord-Sud l’attuale Via Fossalta e Via Levà (fino a Cagnola); per gli assi est-ovest il tratto finale di via Pontecchio. Sia l’ager di Ateste, sia, in misura minore, quello di Patavium, sono stati in parte assegnati anche a militari provenienti dalla celebre Battaglia di Azio.
La trama della centuriazione è probabilmente conseguente alle numerose vie terrestri romane (alcune delle quali avevano probabilmente origine paleoveneta). Conselve, secondo un’indagine archeomorfologica, era attraversata da almeno due percorsi costruiti in epoca romana (o prima): l’attuale Via Conselvana, che da Padova portava a Conselve e che per un lungo tratto poteva coincidere con la Via Annia (il cui percorso nella Bassa Padovana non è ancora stato stabilito con certezza), e un percorso che da Este portava a Brondolo, seguendo l’antico corso dell’Adige. È probabile che l’attraversamento del fiume Adige della Via Annia, in epoca romana, avvenisse proprio a Conselve.
Non vi sono prove che esistesse una Conselve romana presso l'attuale centro storico, anche se il fatto che il paese sia ricordato fin da X sec. e la sua chiesa di S. Lorenzo figuri come pieve già all'inizio del XI sec., suggeriscono una sua precoce fondazione e sono buoni indizi per un tale assunto. Fonti attestano la scoperta di un vaso romano in terracotta scoperto sotto l’ex sede municipale in Piazza XX Settembre. Per quanto riguarda l’arrivo del cristianesimo in paese, una lapide in marmo nero affissa nell'Oratorio di San Francesco ricorda in latino che la religione cristiana fu portata da quello che poi divenne San Prosdocimo.

### Il Medioevo e le Signorie
L'Alto Medioevo è un periodo turbolento per il Conselvano. Con la vittoria di Carlo Magno sui Longobardi nel 774, i Franchi diedero vita alla Marca trevigiana (territori governati da un marchese con alle dipendenze duchi e conti) e Conselve finì sotto questa giurisdizione. Fu proprio Carlo Magno, con l’appoggio della Chiesa, a effettuare un riordinamento politico – amministrativo dei territori conquistati, investendo il clero di privilegi ed immunità. Già nel 912 il vescovo di Padova ottenne da Berengario del Friuli, Re d'Italia, di dotarsi di torri e castelli a protezione degli Ungari, che saccheggeranno la cittadina solo due anni più tardi.
Fu dunque necessario per il territorio dotarsi di un sistema di potere maggiormente strutturato e di un fortilizio per difendere la comunità dagli attacchi esterni. Il castello di Conselve sorse dunque al limitare del paese, in quella che è (non a caso) l'attuale Via Castello. I primi signori del posto furono i Conti, protetti dai masnadieri: nel 963, per meriti di guerra, Inghelfredo Conti ricevette dall'imperatore Ottone II i castelli di Conselve e Cartura, mentre nel 983 Inghelfredo Conti Lazara venne confermato signore di Conselve dall'imperatore Ottone III e poté costruire il suo palazzo vicino al castello, entrambi poi andati distrutti nei secoli successivi.
Il periodo a cavallo tra l'Alto e il Basso Medioevo vede una serie di conflitti tra autorità ecclesiastiche e poteri locali: da un lato, le grandi strutture clericali (come i Benedettini di Santa Giustina di Padova, le monache di San Pietro Apostolo di Padova, il Capitolo della Cattedrale di Padova, e i monaci di San Felice e Fortunato di Vicenza) ottenevano il controllo di vaste porzioni di terra e ne traevano redditi dominicali, dall'altro varie famiglie nobili locali esercitavano un potere economico e militare che a volte metteva a rischio le proprietà stesse della Chiesa. Si ipotizza che le proprietà ecclesiastiche, che hanno avuto un ruolo fondamentale nel dissodamento dei terreni, abbiano origine da donazioni di Almerico da Mantova, importante emissario imperiale e principale possidente della zona, e che poi i suoi successori abbiano cercato di impadronirsi delle "eredità mancate". Fu addirittura l'Imperatore Enrico IV a dover prendere sotto la propria protezione il Monastero di Santa Giustina nel 1095, in quanto Gumberto da Agna, antenato di Litolfo da Carrara, aveva apertamente insidiato le proprietà dei monaci nel Conselvano.
Nel 1106 inizia la dinastia dei Da Baone, che prosegue gli scontri con le autorità ecclesiastiche (sarà Papa Adriano IV nel 1155 a ribadire la sottomissione della Pieve di San Lorenzo in Conselve al solo Vescovo di Padova) e che fa di Conselve il suo principale centro operativo e di residenza, con un castello e fortificazioni. Pare che San Bellino visitò la Collegiata di Conselve mentre era vescovo di Padova (1128-1145).
Nel 1177 Aldobrandino, un conselvano che militava nell'esercito di Barbarossa, sfidò a duello Enrico, un commilitone tedesco che aveva accusato gli italiani di vigliaccheria. Il combattimento si svolse a Padova (forse fuori Porta Santa Croce, forse in una delle piazze) davanti all'esercito schierato e in presenza dello stesso imperatore che consentì questo duello davanti alla folla padovana. Aldobrandino vinse in maniera schiacciante, tanto che Barbarossa lo nominò cavaliere e anche conte. L'episodio è stato rievocato annualmente (fino al 2017) in una manifestazione paesana.
Con la morte di Albertino da Baone nel 1182 inizia a sfaldarsi il potere e le eredità della dinastia locale, in favore dei Da Carrara: è in questo caso lo stesso Federico Barbarossa a garantire il passaggio delle proprietà tra le due famiglie nel 1184. Oltre al potere signorile e a quello ecclesiastico, era rilevante anche il potere del Comune di Conselve, (già realtà "informale" attorno al 1150) che rappresentava i liberi cittadini e la cui azione di difesa del territorio si rammenta in molti atti giuridici, tra cui i conflitti con proprietà ecclesiastiche (come il Monastero di San Michele a Brondolo, nella quale causa intervenne anche Papa Onorio III) o con il Comune di Monselice per la gestione delle bonifiche dell'attuale territorio di San Pietro Viminario.
I Carraresi diventano Signori di Conselve nel 1217, ma l'affermarsi della signoria di Ezzelino da Romano (1237 – 1256) arrestò lo sviluppo di una signoria comunale di quella famiglia in Padova. Nel 1256 Ezzelino da Romano fece circondare Conselve di fossati per impedire ai soldati di Filippo Fontana, arcivescovo di Ravenna e inviato di papa Alessandro IV, di attaccarlo direttamente. Nonostante ciò vi fu un primo scontro a Conselve, catastrofico per il tiranno e per la città che venne completamente rasa al suolo, cui seguì un'altra sconfitta a Pernumia.
Segue la "seconda repubblica padovana"  in cui il capoluogo vive una stabile esperienza comunale che si riflette anche nel conselvano, dove tornarono ad incrementarsi i commerci, le attività artigianali, la produzione agricola e l’allevamento dei cavalli, pur con qualche difficoltà (come la terribile alluvione del 1294, che distrusse completamente il paese). Dopo la caduta di Ezzelino, tra le altre cose, il missionario Giovanni da Gaibana beneficia delle rendite della Collegiata di Conselve; si sa che qualche anno più tardi il coro dei canonici di Conselve viene abolito a causa dell'aria malsana e delle valli paludose. In ogni caso, verso la fine del Duecento Conselve aveva una popolazione di circa 1450 abitanti, settimo comune per abitanti dell'attuale Provincia di Padova.
Seguì il tormentato periodo della signoria Carrarese dal 1318 al 1405 nel quale tutto il padovano, diventato punto nevralgico degli scontri tra i vari stati sovraregionali in via di formazione (la Repubblica di Venezia, gli Scaligeri di Verona, i Visconti), fu oggetto di guerre, saccheggi, incendi, devastazioni e pestilenze. Per esempio, dopo che l'aveva usata per dispiegarvi le truppe in vista dell'attacco a Padova, nel 1325 Cangrande della Scala bruciò Conselve e i paesi limitrofi: la popolazione venne uccisa o imprigionata, beni e raccolti razziati. Tanto grave fu quell'attacco che per 65 anni la gente del Conselvano rimase numericamente un terzo rispetto a prima.
Nel 1338 Marsilio da Carrara lascia in testamento alla cittadina di Conselve la frazione di Palù, che entra ufficialmente a far parte della storia del paese.
Nel 1388 i Conselvani che giurarono fedeltà ai Carraresi sfilarono in armi in Prato della Valle durante una parata davanti a Francesco Novello. Sempre nella stessa piazza e davanti allo stesso Signore, nove anni più tardi sventolò ufficialmente lo stendardo di Conselve: la bandiera era rossa con al centro una testa di serpente bianca.

### Sotto la Repubblica di Venezia
Quando nel 1406, successivamente alla Guerra di Padova, Conselve venne annessa alla Repubblica di Venezia si presentava spopolata e incolta, conseguenza delle guerre e della peste del 1405. In questa zona devastata diventò facile per i veneziani, ai quali erano concesse esenzioni fiscali, acquisire terre a basso costo come investimento di capitale senza apportare miglioramenti fondiari (anzi spesso accentuando lo sfruttamento di tipo feudale). A peggiorare il quadro, nel 1508 Conselve fu saccheggiata dagli Imperiali durante la Guerra della Lega di Cambrai. La povertà e l'indigenza erano fenomeni diffusi: dal 1536 al 1590, in 54 anni, la popolazione di Conselve passò da 4703 a 2200 abitanti, inoltre un documento datato 1562 descrive la presenza di un ospizio intitolato a Santa Maria della Pietà e riservato alla cura di pellegrini, dei senza tetto e delle persone non abbienti. Non ultimo segno di decadenza si registra che sotto il vescovado di Federico Corner (1577-1589) tre delle otto "collegiate" esistenti in diocesi furono soppresse, tra cui quella di Conselve.
Conselve è a capo di un unico comune, che da Battaglia Terme si estendeva fino ad Anguillara Veneta. Il Consorzio detto del Conselvano inferiore, o Bacchiglione – Fossa Paltana, era soggetto al Magistrato alle Acque. Le bonifiche si protrassero durante tutta la seconda metà del ‘500 e i primi anni del ‘600 recuperando alle colture circa 100 mila campi. A seguito dell’epidemia di peste del 1630, che decimò il 40% delle popolazioni rurali, cessarono le opere di bonifica che riprenderanno solo nel Settecento.
Oltre alle opere di bonifica, Cinquecento e soprattutto Settecento vedono la presenza del patriziato veneziano a Conselve, e la conseguente fioritura di numerose ville venete, che espletavano scopi rurali ma fungevano anche da casini da caccia e dimore di delizia. Il XVI secolo vede una forte espansione della frazione Palù: nel 1574 viene eretta la Chiesa di San Giovanni Battista presso Villa Lazara (ora scomparsa), che viene affidata agli eremiti di Sant'Agostino di Padova nel 1578. Nel 1587, inoltre, si svolse a Palù la prima fiera dei buoi, mostra annuale della durata di tre giorni, per volontà di Giovanni Lazara, vicario della Serenissima a Conselve: è l'origine della Fiera che ancora oggi si svolge ad Agosto e che ha una storia pluri-centenaria. Nel 1613 il doge Marcantonio Memmo elevò Palù a contea, che si estendeva fino al "Sasso di Arre" (il "sasso" era proprio il cippo che divideva la contea del Palù dal Parco Sagredo ed è rimasto visibile fino al 1836, quando vennero eseguiti lavori sulla strada per Bagnoli e il cippo finì probabilmente nelle fondamenta di qualche costruzione vicina).
Nei primi anni del XVIII secolo la coltura del mais aveva raggiunto nelle campagne una diffusione incontenibile riducendo e spesso cancellando pascoli e boschi. La sua alta resa unitaria, la sua maggiore rusticità rispetto al frumento e il basso costo per trasformarlo in cibo commestibile lo avevano reso l’alimento quasi esclusivo dei contadini e della popolazione urbana più povera. Nel settembre del 1768 il Senato della Repubblica Serenissima ordinò la soppressione di alcuni monasteri ed enti religiosi e la conseguente vendita all’incanto dei loro beni. Nella seconda metà del secolo si andò gradualmente diffondendo nelle campagne la grande affittanza. Nelle tenute ove prevaleva la piccola locazione, nell’ambito di proprietà molto estese, i contadini erano controllati dal fattore, o gastaldo, che riscuoteva i redditi e tutelava gli interessi del proprietario. Questo tipo di conduzione favorì il formarsi di una classe di braccianti agricoli salariati che venivano impiegati per i lavori stagionali. Si assistette quindi al diffondersi in tutto il territorio di casette bracciantili ad uno o due piani, spesso disposte a schiera, che costituivano l’alternativa al casone di canna e paglia. Nel 1753 fu concesso dal Doge il mercato del mercoledì, che si svolge tuttora.
Quando il 20 maggio 1782, Papa Pio VI deviò per Conselve sulla strada dall'Austria a Roma (di ritorno dall'imperatore Giuseppe II con i suoi doni) venne affrontato dal brigante conselvano Clodino, che assieme a un complice tentò a Cartura un assalto della colonna papale scortata da molti cavalieri, ma fu arrestato e condotto in carcere a Conselve. Il pontefice intanto deviò a Conselve in attesa che fossero rimesse in sesto le strade Pisane (la Monselice-Rovigo) allora in pessime condizioni, fece una breve sosta per il cambio dei cavalli e benedì il popolo. In effetti la fine del Settecento è un periodo in cui nel Conselvano si registrano forti fenomeni di brigantaggio e banditismo: tra le conseguenze, molti nobili che prima abitavano nelle campagne decidono di trasferirsi a Padova o a Venezia. Quelli che restarono si costruirono dei cunicoli sotterranei (ancora visibili presso la fattoria Molon di Via Fossalta) per nascondersi o per ottenere un aiuto dalle famiglie vicine.

### Napoleone e il Regno Lombardo-Veneto
Nella 1796 Napoleone entrò in Italia con il suo esercito per combattere l’Austria giungendo prima a Padova e poi, il 15 maggio 1797, provocando la caduta della Serenissima con la dichiarazione della “Municipalità” di Venezia. Conselve fu depredata di calici e paramenti preziosi del Duomo, oltre che di ori e argenterie nelle case. Nel 1805 il Veneto diventò parte del Regno d’Italia napoleonico. In questo periodo furono istituite le leggi sui cimiteri, sull’anagrafe e la leva militare, nel 1807 fu istituito il nuovo catasto censuario, vennero abolite le corporazioni, soppresse le parrocchie e gli enti ecclesiastici. A seguito della soppressione dei conventi i loro possedimenti furono acquistati da nuovi proprietari tra cui alcune delle famiglie esponenti della ricca colonia ebraica di Padova e dai i rappresentanti della borghesia agraria. Da “Il territorio padovano illustrato” di Andrea Gloria si traggono i nomi di alcuni proprietari di terreni in comune di Conselve: Nobile Lazara, Salom Moisè e Giuseppe, Conte Suman Pietro Tiberio, Conte Barzizza Vincenzo Paolo, Conte Papafava Alessandro e Alberto, Trieste Gabriele. Nei primissimi anni dell'Ottocento si intensifica anche il fenomeno del brigantaggio, che viene energicamente stroncato solo nel 1810.

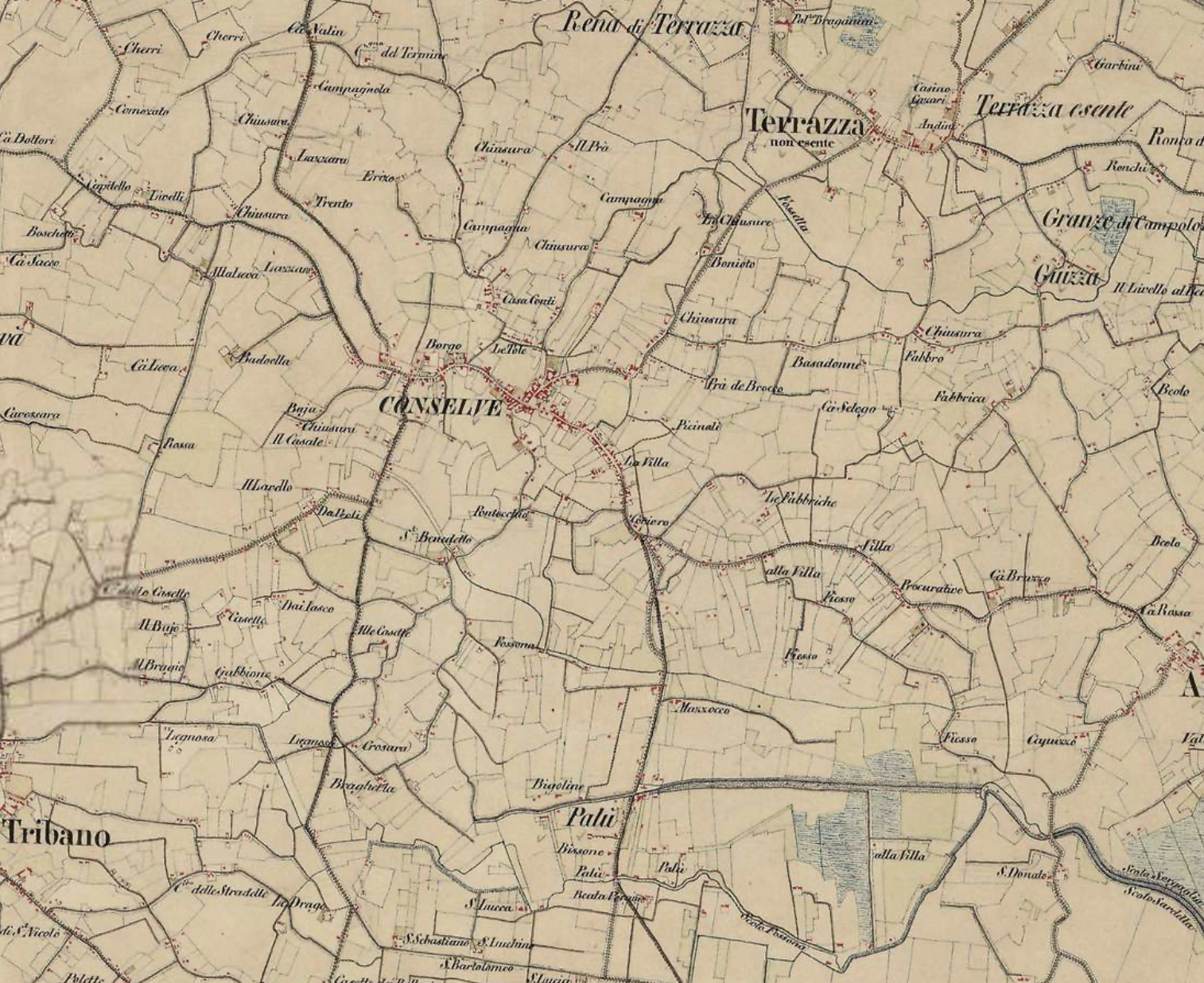
Carta militare dell'Impero Austroungarico (1818-1829), zona del Conselvano. Si noti la presenza di vasti acquitrini e paludi nel territorio a est della frazione Palù, dove oggi sorge la zona industriale.

Dopo il Congresso di Vienna del 1815 venne definitivamente stabilita la dominazione austriaca sugli ex possedimenti della Repubblica Veneta. Il territorio si trova in gravi condizioni di dissesto economico e produttivo, e il governo austriaco intervenne con importanti interventi pubblici, ricostruzioni di strade, riorganizzazione burocratica, opere a carattere sociale e sanitario. I nuovi proprietari del Conselvano introdussero nuove colture e migliorie tecniche agrarie, come il gelso e l’allevamento dei bachi da seta, conducendo d’altro canto all’eccessiva estensione della coltura del mais a danno di altre produzioni cerealicole e dei pascoli già scarsi.
Il 28 Marzo 1838 l'Arciduca Ranieri Giuseppe d'Asburgo-Lorena visitò la cittadina. I moti del 1848 interessarono il Comune, con molti Conselvani che vi parteciparono sia a Padova sia nel territorio comunale, come nell'assalto al Commissariato del 27 marzo, e con l'esproprio di 16 case da parte degli Austriaci, trasformate in caserme. Il pugno di ferro venne mantenuto per tutti i decenni successivi: si registra, ad esempio, un'esecuzione sommaria di 6 pregiudicati "tutti confessi" nel 1852, lungo le mura del cimitero. Anche la condizione della popolazione rurale era precaria: la maggior parte degli edifici era ancora di fango e paglia, e nel 1850 vi erano 4000 abitanti e almeno 450 casoni. A peggiorare tali condizione è il costante ripresentarsi delle epidemie, specialmente di colera: nel 1818, nel 1831 (780 morti), nel 1836-39 (560 morti), 1849 (più di 100 morti), nel 1854. Tuttavia il governo austriaco promosse anche molti lavori di pubblica utilità, come il miglioramento delle strade o la costruzione della piazza per come la conosciamo oggi.

### Conselve dall'Unità d'Italia
La terza guerra d'indipendenza porta il Veneto entro i confini del Regno d'Italia: pur senza battaglie, l'esercito guidato da Enrico Cialdini transitò per Conselve. I 1224 maschi sopra i 21 anni poterono dunque partecipare al plebiscito del 1866. L'11 febbraio 1869 si registra la visita e la commemorazione dei caduti conselvani di Menotti Garibaldi.
Nonostante il cambio di governo, si continuò lo sfruttamento della terra da parte dei proprietari con conseguente impoverimento della popolazione. Ad aggravare la situazione si aggiunsero le conseguenze del grave dissesto idrogeologico provocato da decenni di abbandono delle strutture di bonifica. La pellagra, ad esempio, definita "morbus miseriae", era comunissima tra le classi povere e venne debellata solo a inizio Novecento. Anche la scolarizzazione era molto bassa: nel 1881 l'analfabetismo raggiungeva il 67% della popolazione. Nel 1882 si verificò una devastante inondazione dell’Adige e del Bacchiglione che portò nel Conselvano alla perdita della produzione agricola per due anni.
Causato dal progressivo peggioramento delle condizioni di vita iniziò in questo periodo la grande emigrazione, sia stagionale sia permanente, verso altri paesi dell’Europa ma anche verso l’America e l’Australia. Bisogna attendere l’inizio del XX secolo per assistere nel Conselvano alla crescita di un’imprenditoria locale con lo sviluppo a Conselve di industrie laterizie, officine meccaniche agricole, e di alcuni piccoli insediamenti artigianali di servizio.
I casoni di terra cruda e di paglia continuavano a essere il poco glorioso distintivo per Conselve: si registra l'azione energica, anche a mezzo stampa, contro queste abitazioni del Sindaco Franzolin, dal 1909 al 1913, e ancora con l'opera di risanamento della cassa rurale promossa dal governo fascista nel 1939.
Durante la prima guerra mondiale l'ospedale, le scuole e il Prà furono a totale disposizione degli eserciti e l'agricoltura fu fortemente danneggiata, mancando gli uomini da lavoro. Dopo la battaglia di Caporetto a Conselve si rifugiarono molti soldati (soprattutto italiani e cecoslovacchi), nonché cittadini e autorità padovane in fuga dai bombardamenti sulla città. I morti conselvani del primo conflitto mondiale furono 154.
Con l'avvento del Fascismo inizia lo squadrismo agrario: nel marzo del 1921 il Fascio di Padova sedò uno sciopero dei mugnai in paese. A differenza di altri comuni (come a Cartura o Candiana) il paesaggio agrario non cambiò granché durante il Fascismo, se non per qualche casone abbattuto.
Fatto poco comune fu, nel primo Novecento, il susseguirsi di due arcipreti a Conselve che divennero entrambi vescovi alla fine del loro mandato nel paese: il primo, Guido Maria Mazzocco, divenne Vescovo di Adria nel 1937; il secondo, Giovanni Battista Dal Prà, divenne Vescovo di Terni nel 1948.
Anche durante la Seconda guerra mondiale i Conselvani diedero il loro tributo di sangue: 50 soldati morti, 20 dispersi (specialmente nella campagna italiana di Russia), 13 partigiani caduti durante la Resistenza, 7 civili morti per causa di guerra. Inoltre, nel maggio del '43 un aereo da ricognizione italiano fu colpito da caccia nemici e precipitò nella frazione di Palù. Riguardo alla Resistenza, Conselve fu centro operativo e teatro di numerose azioni di ribellione al governo fascista. La "Brigata Azzurra", di 50 uomini, si concentrava in particolare su Conselve e venne solo in un secondo momento collegata con il Comitato di Liberazione Nazionale; aveva lo scopo di mettere in salvo i tanti prigionieri di guerra sbandati e di radunare gli ex militari renitenti alla leva delle Brigate nere. Era anche in azione la "Brigata Brunello Rutoli" e la "Brigata Garibaldi", comunista, aiutata dai partigiani jugoslavi. In generale, i partigiani effettuavano sabotaggi alle comunicazioni (una grande centrale telefonica era stata costruita dai tedeschi in Via Fossalta), ma anche qualche assalto alle colonne militari. Per contrastare l'azione partigiana, i tedeschi realizzarono una rete di fortificazioni trincerate nella Bassa Padovana, tramite il lavoro forzato dell'Organizzazione Todt, tra cui una che da Piove di Sacco arrivava a Lozzo Atestino, passando per Conselve.
Tra i personaggi bellici più importanti che operarono a Conselve si ricordano Mario Carità, che con la temibile azione della Banda Carità frenava le azioni di Resistenza, e Albert Kesselring che, ospite a Villa Maldura di Pernumia, convocò a Conselve una trentina di comandanti della zona. Alle ore 14:30 del 28 aprile 1945, gli inglesi giunsero a Conselve; la gente era commossa e le campane suonavano a distesa. Dopo il voto fatto dai Conselvani alla Madonna nel 1944, che chiesero che Conselve fosse risparmiata dalla guerra, venne eretta l'attuale chiesetta nella frazione Beolo.
Un episodio singolare riguarda la storia delle campane del Duomo durante la seconda guerra mondiale: nel maggio del 1943 due campane vennero sequestrate per essere fuse e trasformate in armi da guerra, ma Monsignor dal Prà, dopo l'armistizio dell'8 Settembre 1943, corse di persona a ritirarle dalla Fonderia Colbachini di Cervarese Santa Croce che le aveva prese in consegna. Le seppellì nel cortile della canonica e poi, nell'agosto del 1944 le fece installare nuovamente sulla torre campanaria.
In seguito alla tremenda alluvione del Polesine del novembre 1951, Conselve ospitò 800 profughi e si registra la visita, il 18 Novembre dello stesso anno, del Presidente della Repubblica Luigi Einaudi e della moglie Aida.
Almeno 300 nuclei familiari conselvani sono migrati altrove tra gli anni '20 e gli anni '70, in cerca di maggiori fortune, specialmente nel Triangolo industriale e nel Nord Europa. Successivamente, si è avviato un processo che ha portato Conselve, assieme al resto del Padovano, a essere un territorio relativamente ricco e con molte attività industriali (ha aiutato, in questo senso, la costruzione dell'ampia zona industriale).

### Simboli
Lo stemma è stato concesso con decreto del presidente della Repubblica dell'8 maggio 1953.
Il gonfalone in uso è un drappo trinciato di rosso e di bianco anche se il bozzetto che accompagna il decreto di concessione del 28 ottobre 1953 rappresenta un drappo partito di bianco e di rosso.
Prima del dominio veneziano, il simbolo di Conselve era una testa di serpente bianco su campo rosso. Con la trasformazione in vicaria divenne dipendente da Padova e adottò lo stesso stemma della città (scudo crociato). Con il Regno Napoleonico, Conselve scelse due stemmi: uno per il suo comune (scudo crociato) e uno per l'intero distretto (scudo attraversato diagonalmente da 8 rombi, quanti erano i comuni subalterni). I rombi vennero poi ridotti a sette, ma oggi lo stemma richiama ancora la sentita solidarietà intercomunale del Conselvano.

## Monumenti e luoghi d'interesse

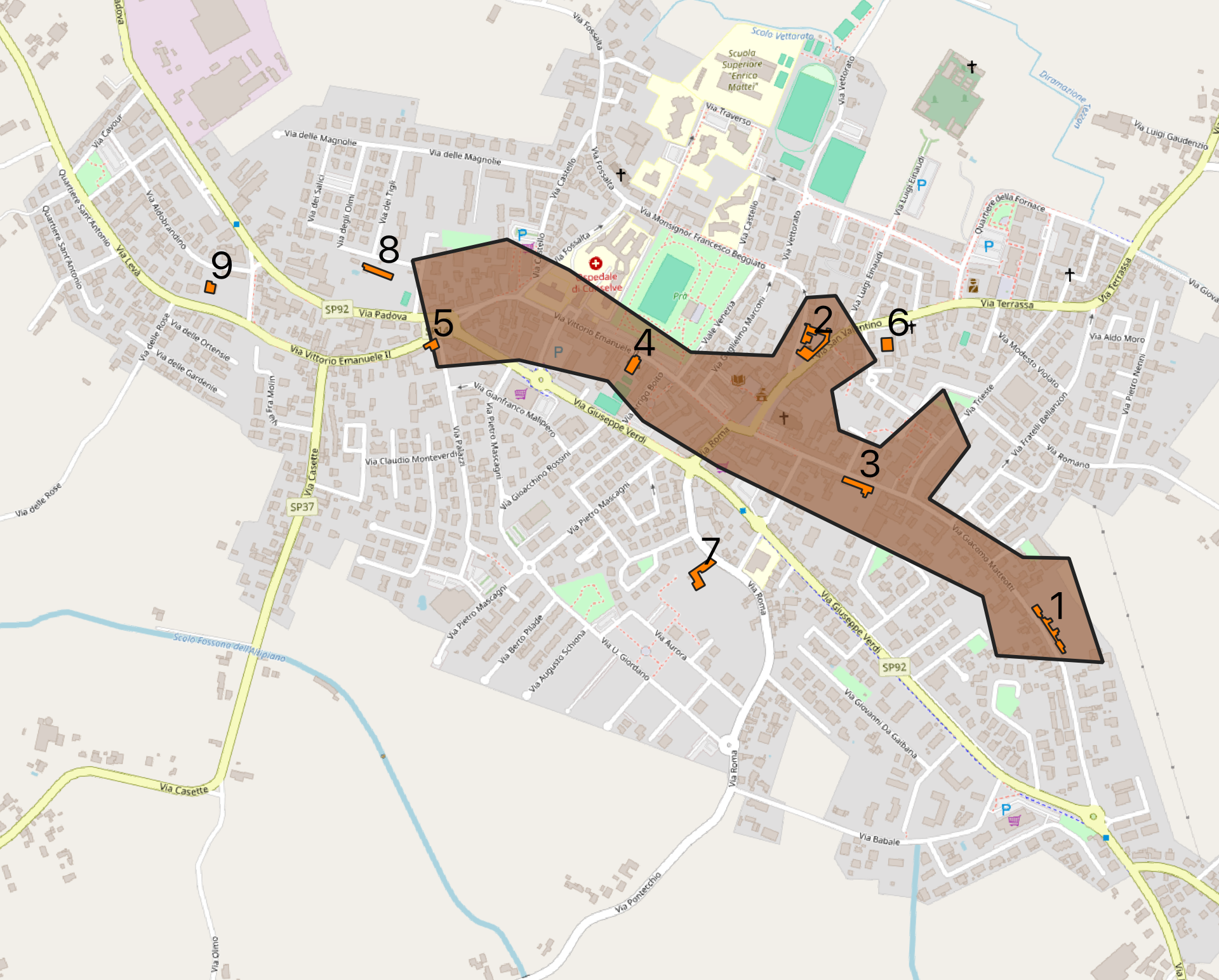
Centro storico del Comune di Conselve (in marrone) e localizzazione delle Ville Venete (il numero si riferisce al testo di questo paragrafo).

Il centro storico di Conselve è mappato dall'Atlante dei Centri Storici della Regione Veneto e si sviluppa principalmente lungo Via Matteotti, Via Vittorio Emanuele II e Via San Valentino. Si tratta di un centro storico di forma lineare ma compatto, con edifici bassi e ville (denominate in origine "case da muro", soprattutto cinque-settecentesche) che avevano un collegamento diretto con le proprie tenute di campagna, situate appena dietro gli edifici stessi. La vocazione maggiormente agricola e meno "urbana" della Conselve antica si nota anche dalla quasi totale assenza di vie porticate e di fortificazioni in muratura, entrambi presenti nei centri storici più urbani quali quelli delle vicine Monselice, Piove di Sacco o Este. Oltre ai principali edifici monumentali presenti nel nucleo storico, si trovano numerose ville di campagna, ora inserite nel tessuto urbano moderno. L'Istituto regionale ville venete conta nove ville venete nel territorio comunale.

### Centro Storico

#### Ville Venete
Ca' Sagredo, ufficialmente Villa Sagredo Toderini (1), è probabilmente la più nota e rilevante villa veneta non solo di Conselve, ma anche, assieme a Villa Garzoni di Pontecasale, dei comuni del Conselvano. Venne costruita a partire dalla seconda metà del XVII secolo da Giovanni Sagredo, podestà di Padova e ambasciatore della Repubblica Serenissima presso le principali corti europee tra cui Parigi. Nato come casino di caccia, nel 1667 viene trasformato in residenza di campagna dopo che il Maggior Consiglio non convalida l'elezione a Doge della Repubblica di Venezia di Giovanni, che qui si auto-esilia e frena i lavori di abbellimento della residenza. La villa nel Settecento passò in eredità ai Balzan, che all'inizio dell'Ottocento la restaurarono dopo il saccheggio napoleonico, e da questi ai Toderini dei Gagliardis dalla Volta, attuali proprietari. Dell'elegante facciata si evidenziano un frontone triangolare con un'edicola a volute, e le statue che scandiscono l'edificio e che rappresentano fama, abbondanza, carità, ricchezza, agricoltura, poesia e musica, realtà compresenti nell'abitare in villa. Negli interni si conservano pregevoli decorazioni a stucco settecentesche, dalle quali prendono il nome le varie stanze: quella dei vasi, quella dello scudo, con il caminetto barocco ornato dallo stemma dei Sagredo, quella delle colonne, detta anche ionica, ed infine quella del liocorno, ove l'animale si erge a decorare la cappa del camino in pietra. Oltre la quinta costruita si apre il parco-giardino adorno di pregevoli e rare essenze. 

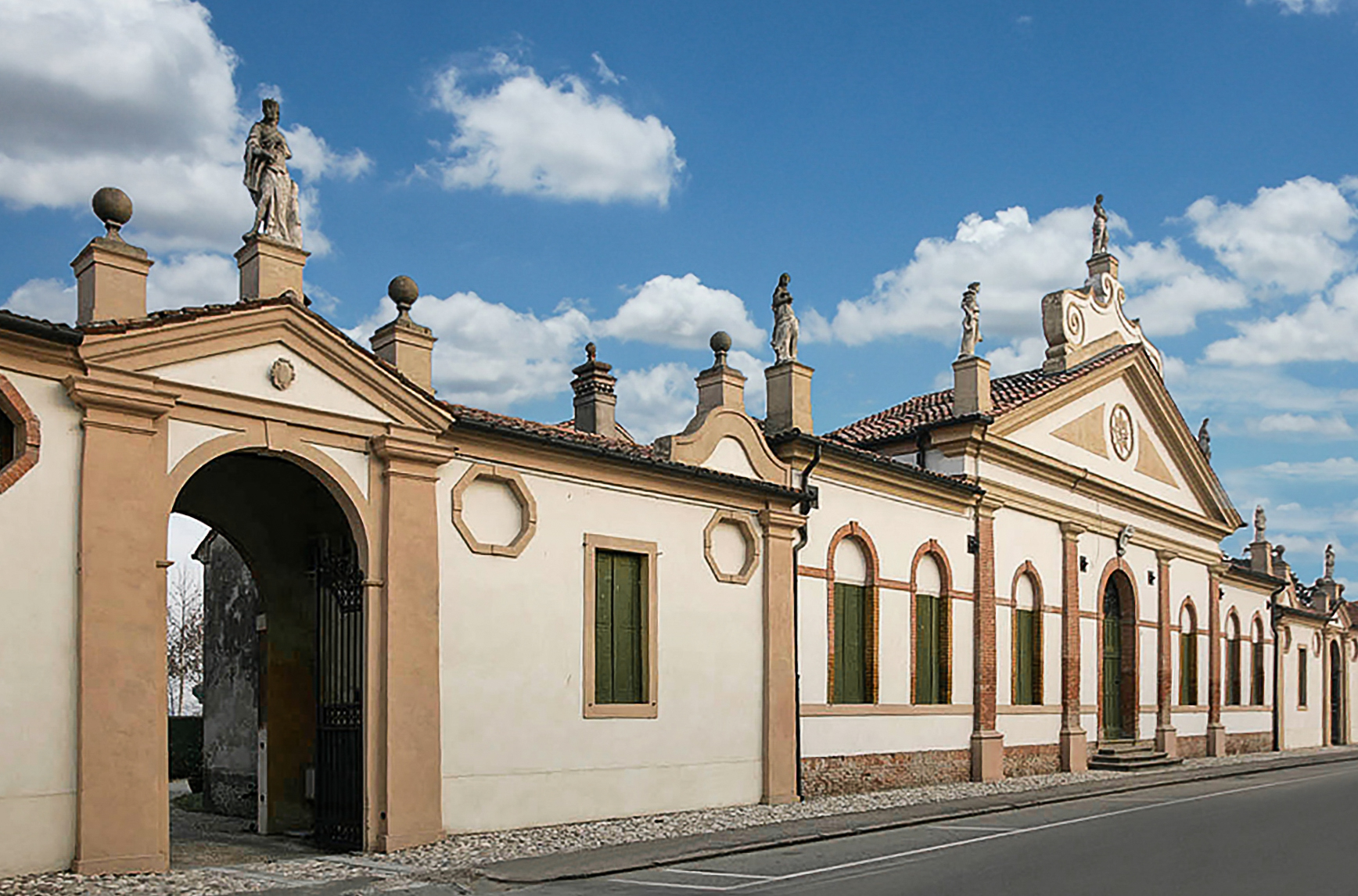
Ca' Sagredo Toderini

Villa Malipiero-Moro-Zen-Schiesari (2) è oggi sede del Comune di Conselve. Il palazzo fu fatto erigere dai conti Zen di Venezia nel primo decennio del Settecento, ristrutturando e ampliando l'edificio che, nello stesso sito, vi sorgeva in precedenza. Si trattava di una casa da muro, di origine forse tardo trecentesca, con tracce gotiche (avallate da un fregio in stile gotico ritrovato all'interno), nel 1447 di proprietà di Toma Malipiero. Il fronte principale è caratterizzato da un loggiato costituito da cinque archi a tutto sesto, sostenuti da tozze colonne con capitello ionico a base di pietra. Il piano nobile è caratterizzato da una trifora posta su un terrazzino con balaustra di pietra. Dopo aver cambiato vari proprietari, il palazzo venne acquistato nel 1892 dagli Schiesari, per poi passare nel 1946 al comune. La corte chiusa retrostante testimonia il passato agricolo della villa, in quanto sono ancora presenti la barchessa per il ricovero degli attrezzi e del personale, altri annessi rustici e la colombara.

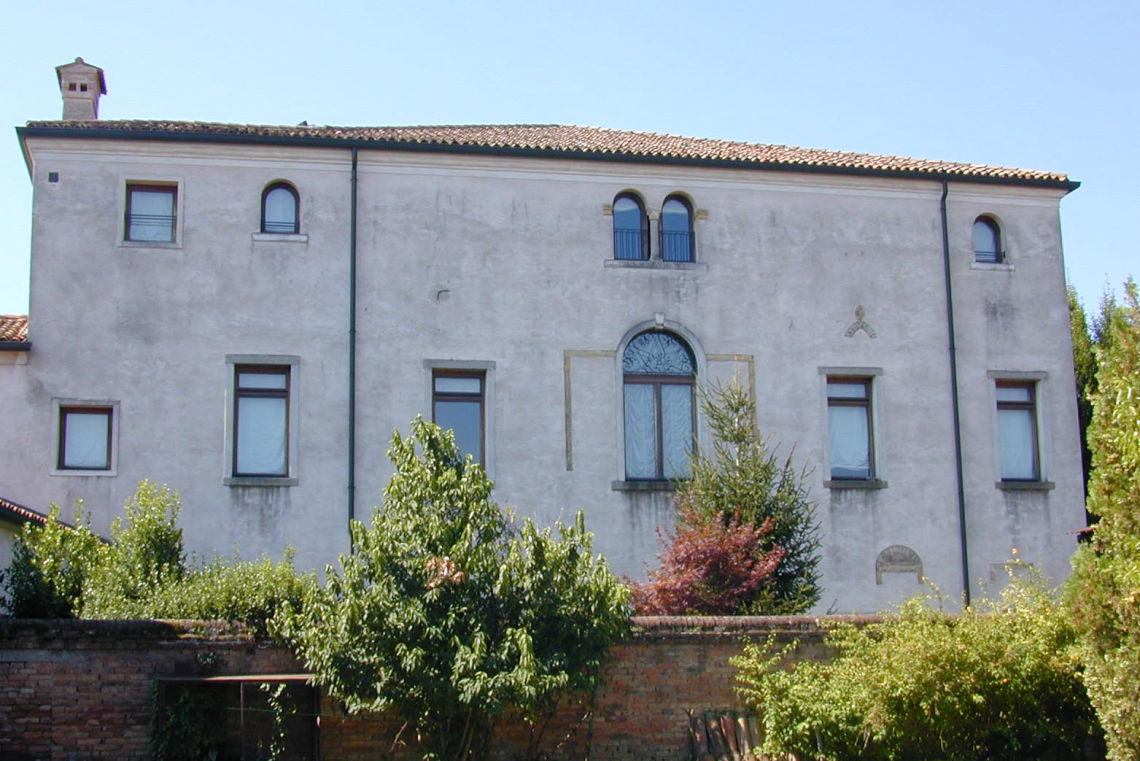
Lato posteriore di Villa Zen

Villa Michiel-Suman-Ferrante-Deganello (3) ha impianto originario tardo Cinquecentesco e fu fatta erigere dalla nobile famiglia veneziana dei Michiel. La facciata esterna, lunga quasi ottanta metri, è stata modificata nel corso del Settecento. Il prospetto interno, che si apre sull'ampio giardino, è invece Cinquecentesco. Un tempo l'intero complesso architettonico comprendeva anche stalle, scuderie, cantine e un oratorio privato; un'antica ghiacciaia è ancora visibile poco lontano dalla villa.

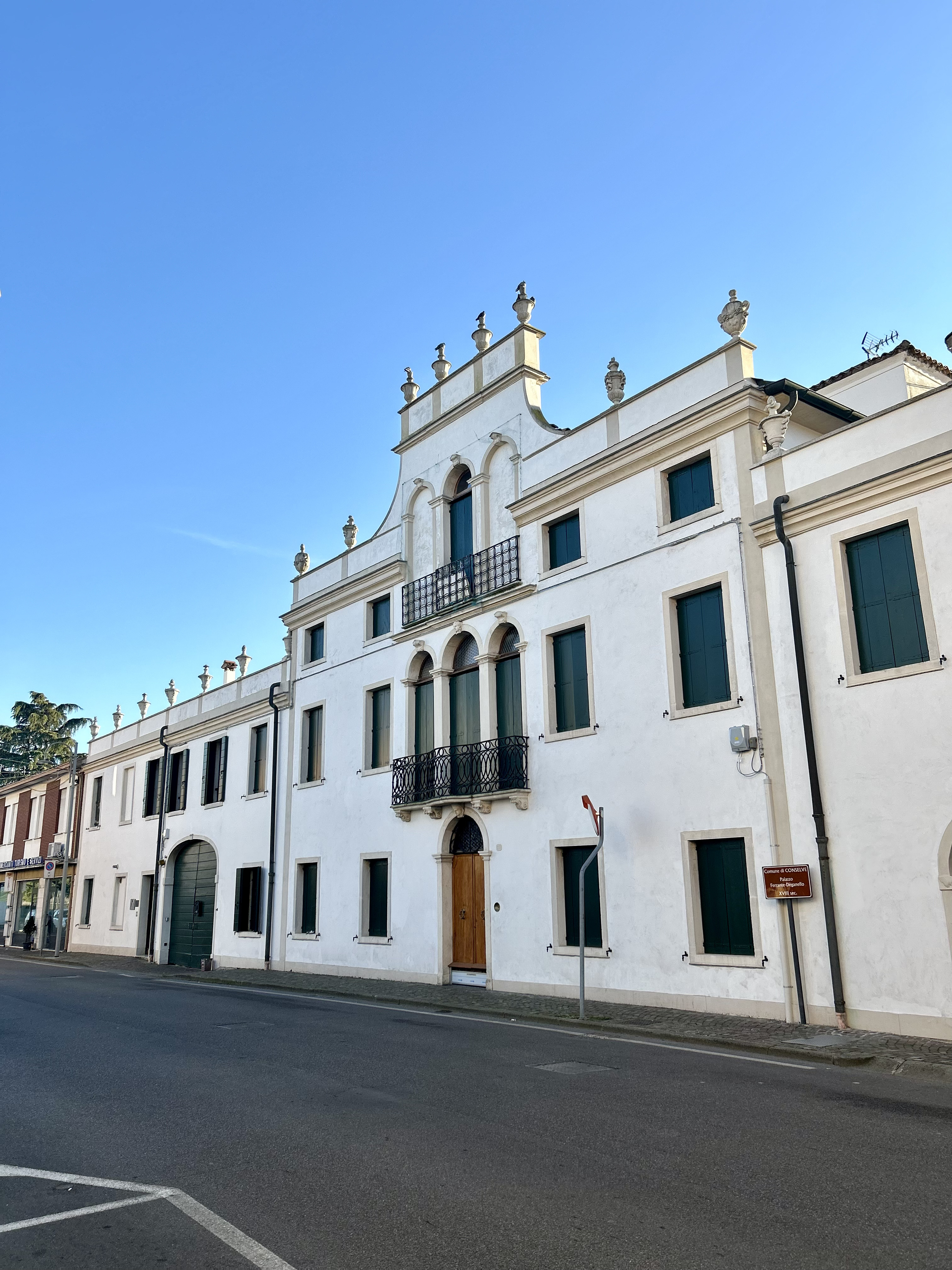
Villa Michiel-Suman-Ferrante-Deganello

Villa de Lazara (4) è stata eretta nel XV secolo dalla potente e antica famiglia dei Lazara (Nicolò de Lazara era governatore e vicario di Conselve a inizio Quattrocento). Nei secoli seguenti il palazzo ha subito alcune importanti interventi di ristrutturazione e di ampliamento, quando venne eretto l’alto fastigio sulla facciata est e, nel lato nord, il pronao. La villa è impostata su una pianta quadrangolare con un portico aggettante nella facciata sulla strada. I due prospetti laterali, simmetrici, presentano la soprelevazione di un piano dell’area mediana con una impostazione a croce greca. La villa nel 1547 ha ospitato Enrico III di Francia, (al tempo principe), nel 1683 san Gregorio Barbarigo (al tempo vescovo di Padova), nel 1748 papa Clemente XIII (al tempo cardinale Carlo Rezzonico) e nel 1838 il viceré del Lombardo-Veneto Ranieri Giuseppe d'Asburgo-Lorena. Acquistata nel 1905 da monsignor Francesco Beggiato la villa è diventata il patronato parrocchiale, dal 1927 retto dai padri canossiani. Nel suo oratorio è presente una bella volta affrescata del 1733. Il parco antistante, denominato "Prà" (in Lingua veneta "prato") era l'antico parco della villa (ma già nel Cinquecento in parte di esso vi si svolgeva il pubblico mercato) e attualmente è il principale parco urbano della cittadina. Il Prà è sottoposto a vincolo a livello nazionale in quanto, tra gli altri motivi, è "costituito da un'ampia area nella quale si ergono imponenti piante di platani, di non comune bellezza, di rilevante altezza e di eccezionale sviluppo" (D.M. 22/05/1972).
Casa Schiesari-Bergonzini (5) risale alla prima metà del XVII secolo. La villa ha un volume compatto, solido, elevato di due piani più soffitte su una pianta pressoché quadrata. Il portale d'ingresso è contornato da una cornice in trachite decorata da uno stemma araldico in corrispondenza della chiave. Il tetto è in coppi a quattro falde di forma piramidale. Sul retro è presente un grande giardino a cui si accede attraverso un ampio portale carraio posto a destra dell'immobile.

#### Edifici religiosi
Il Duomo, o Chiesa di San Lorenzo Martire (Conselve) è il principale edificio religioso della cittadina e ospita la sede del Vicariato del Conselvano. L'edificio antico sorse già nel X secolo, e la prima citazione scritta della chiesa risale al 1026, rendendola una delle più antiche della Diocesi di Padova. L'attuale chiesa è stata costruita abbattendo la precedente pieve, più piccola e a tre navate, fatta costruire nel 1194 da Alberto da Baone. La visita di San Gregorio Barbarigo del 1683 evidenziò la necessità di costruire una chiesa più ampia. L'attuale aspetto del Duomo si deve a lavori che iniziarono nel 1720 e che terminarono nel 1748, quando fu consacrata dal cardinale Carlo Rezzonico, divenuto poi papa Clemente XIII. La facciata viene invece conclusa nel 1896, con cinque statue dello scultore Valentino Panciera Besarel. Tra le varie opere d'arte conservate nel Duomo spicca la pala d'altare del Martirio di san Lorenzo , attribuita alla scuola del Tintoretto o del Varotari. La pala apparteneva al vecchio Duomo, del quale rimangono altre tracce (due colonne sormontate da putti esternamente all'edificio, nel lato orientale, e i primi due altari marmorei laterali in stile barocco). Sempre all’interno, si segnalano inoltre: l'altare in marmo in stile rinascimentale su progetto della bottega di Alvise Tagliapietra, l’artistica Via Crucis in terracotta incastonata sul dado del piedistallo delle lesene, due grandiose tele (20 m² ciascuna) infisse ai due lati del presbiterio (a destra l'"Ultima Cena" e a sinistra "Il Sacrificio di Melchisedec") entrambe opera di Ludovico Seitz, una Pentecoste di Baldassarre D'Anna, sculture di Pietro Baratta, Santa Maria Margherita La Coque e il Sacro Cuore di Luigi Morgari, Battesimo di Cristo di Teodoro Matteini, ostensorio d'argento dorato di Angelo Scarabello, in canonica, Madonna col Bambino dell'ambito di Pietro Damini. Il campanile ha la base risalente all'antica pieve del 1194, la parte che dal basso arriva all'orologio è del XIV secolo e la sommità del '700.

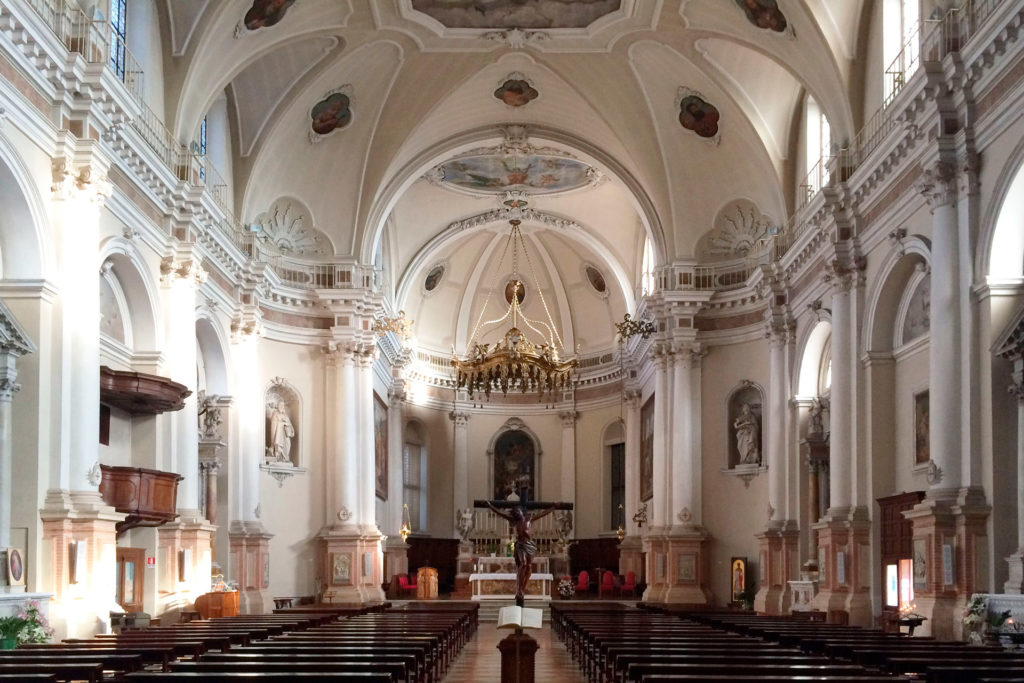
Interno del Duomo di San Lorenzo

L'oratorio di San Francesco, inglobato nel complesso ex mulini Gentilini, un tempo era annesso a Villa Fante. La chiesetta conserva al suo interno una pala d'altare di anonimo artista veneto, risalente alla metà del Seicento che raffigura la Madonna col Bambino e san Francesco. L'iscrizione murata sulla parete destra ricorda che il primo oratorio qui costruito fu fondato da san Prosdocimo di Padova e che fu bruciato dal passaggio nel 914 dagli Unni, poi riedificato e ristrutturato nel 1653.
L'Ospizio di Santa Maria, in Via Vittorio Emanuele II (nei pressi dell'attuale Ospedale), fu presumibilmente fondato nel Medioevo, ma la sua prima attestazione storica è del 1562. Il piccolo edificio aveva funzione di ricovero per pellegrini e viandanti, oltre che di temporaneo affido per neonati non riconosciuti. Le attuali forme risalgono al XVII secolo, quando la nobile famiglia Conti aggiunse lo stemma in facciata (ora perduto, di cui rimane il gancio) e gli elementi in pietra di Nanto.

#### Altro
La Loggia, sede del Vicariato, fu eretta nel 1402, ricostruita nel 1541 e manomessa più volte, con l'aggiunta di un piano nel 1972. Del passato antico rimane solo il portale dell'antico oratorio, con un fregio con gli stemmi dei Vicari, mentre gli affreschi sono andati perduti coi lavori. 
Palazzetto Ajaccio, in Via Vittorio Emanuele II 40, fu di proprietà della famiglia Lazara. Sulla facciata laterale (anticamente la principale) si notano delle porte ad arco con mascheroni in chiave di volta. Fu scuola elementare, abitazione, osteria. Sul tetto a ponente si trova un bel camino veneziano, mentre sul muro meridionale vi è una lapide che ricorda il passaggio di Papa Pio VI a Conselve il 20 Maggio 1782, di ritorno da Vienna.
Palazzo Benvenuti Galliccioli di incerta datazione, ha subìto varie ristrutturazioni. Nel 1896 Sofia Galliccioli, vedova di Vincenzo Benvenuti, lasciò il palazzo in eredità al Vescovo di Padova, Giuseppe Callegari. Il prelato, in accordo con l'allora arciprete di Conselve, Monsignor Francesco Beggiato, lo affidò alle madri canossiane che il 21 Dicembre 1901 inaugurarono l'istituto ancora oggi attivo.

### Fuori dal centro storico

#### Ville Venete
Palazzo Lion Cavazza-Salom (6) ha origini seicentesche e venne costruito per scopi agricoli ma delle forme originarie non rimane nulla; nel 1821 la villa fu collaudata dall'architetto Giuseppe Jappelli. L'edificio viene completamente abbattuto e ricostruito nel 1957: è ancora riconoscibile la torretta liberty costruita dai Salom nel 1910, ricostruita a un piano superiore rispetto al precedente edificio.
Villa Malipiero-Morosini-Cavalli-Cappello-Schiesari (7) nella sua odierna configurazione risale al XVIII secolo, anche se è quasi certo che in origine (si parla del Cinquecento o addirittura della metà del Quattrocento) fosse una semplice "casa da muro". Nel corso del Seicento l'edificio passò dai Malipiero ai Morosini. Nel Settecento la villa fu oggetto di un radicale intervento di ristrutturazione e ampliamento. L'edificio fu di proprietà anche dei marchesi Cavalli di Ravenna, come si evince dallo stemma della casata ancora esistente sulla facciata, per poi passare ai conti Cappello e, infine, verso la fine dell'Ottocento, agli Schiesari.

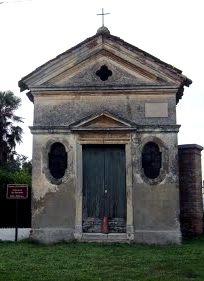
Oratorio di San Benedetto

Villa Borbone-Conti-Schiesari-Disarò (8), ex orfanotrofio, risale al XVI-XVII secolo. La villa è stata eretta dalla famiglia Borbone-Conti, casata di antica nobiltà, nel sito dove probabilmente sorgeva il castello di Conselve (XI secolo). L'edificio, eretto nella prima metà del Cinquecento, è stato ampliato e modificato nel corso del Seicento. Nel tempo la villa ha subito altre trasformazioni. Con l'estinzione della famiglia Borbone-Conti, nel 1827 il palazzo passò agli Schiesari. L'ultima erede della famiglia, Temi Schiesari, lasciò la villa alle suore canossiane, perché la trasformassero in orfanotrofio. L'istituto fu attivo dal 1942 al 1970. Recentemente restaurata, la villa è ora proprietà della famiglia Disarò. L'adiacente barchessa fa parte della struttura originaria della villa.

Villa Zane-Belegno (9) risale all'inizio del Cinquecento. Venne edificata dalla famiglia Zane come "casa da padron con coltivo e orto" per poi passare, nel 1630, ai Belegno. L'immobile ha pianta tradizionale con salone passante e quattro stanze ai lati, schema che si ripete nei due piani principali. Vi è anche un'adiacenza e una barchessa, mentre l'antico oratorio seicentesco (visitato da San Gregorio Barbarigo nel 1668 e dal Cardinale Carlo Rezzonico, poi Papa Clemente XIII, nel 1747) era dedicato a San Paolo Apostolo e a Sant'Antonio ed è andato distrutto. 

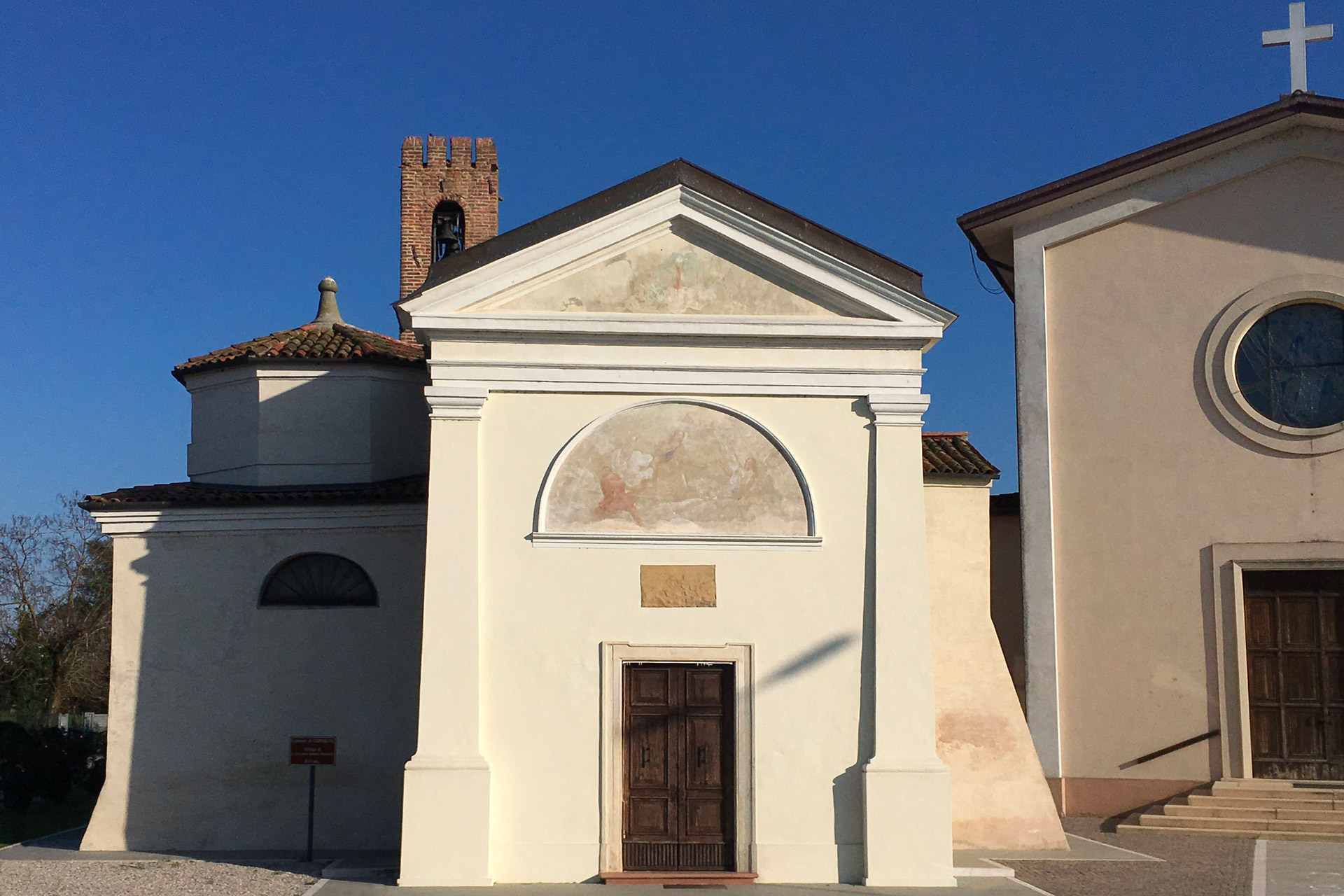
Oratorio di San Giovanni Battista, Palù

#### Edifici religiosi
L'oratorio di San Benedetto è databile presumibilmente tra il XVII e il XVIII secolo. La chiesa è ricordata nelle visite vescovili dal 1780 al 1823. Al suo interno, le statue di Benedetto da Norcia e dei putti ai suoi lati sono di Giovanni Maria Morlaiter, realizzate intorno al 1750.
La chiesa di San Giovanni Battista Decollato di Palù è stata costruita nel 1574 per volontà di Giovanni Lazara come parte di una villa ora perduta. La chiesa fu restaurata nel 1647 e ospita la cappella sepolcrale della famiglia Lazara, progettata da Lorenzo Bedogni. Nel 1768, la Repubblica Veneta soppresse il convento di Sant’Agostino e incamerò i beni della chiesa, ma i Lazara vinsero la causa per la restituzione e la affidarono a sacerdoti mansionari legati a Conselve. Nell’antico oratorio è possibile ammirare, nella cupola, il prezioso affresco che il pittore emiliano Luca Ferrari realizzò nel 1640. Restaurato nel 2006, in esso sono raffigurati otto santi, ciascuno con i propri attributi, tra cui si distinguono san Nicola di Bari, san Gerolamo, sant’Antonio di Padova, san Francesco, san Giuseppe e san Carlo Borromeo. Il piccolo campanile è l'unico resto dell'antico castello dei Lazara.
La Chiesa dei Sacri Cuori di Gesù e Maria della frazione Beolo è stata costruita dopo la Seconda guerra mondiale, a seguito del voto alla Madonna da parte degli abitanti. La parrocchia è stata fondata nel 1952 e inaugurata nel 1955; nel 1959 viene aperta la canonica e nel 1962 il complesso diventa autonomo. Infine, in occasione del Giubileo del 2000 sono stati risistemati gli interni.  

#### Altro
Il Casone di Via Beolo è l'unico casone rimasto nel Comune di Conselve e risale alla fine dell'Ottocento. Conserva l'originale struttura in muratura, mentre il tetto è originale solo nella forma ma non nei materiali. 

## Società

### Evoluzione demografica
Abitanti censiti

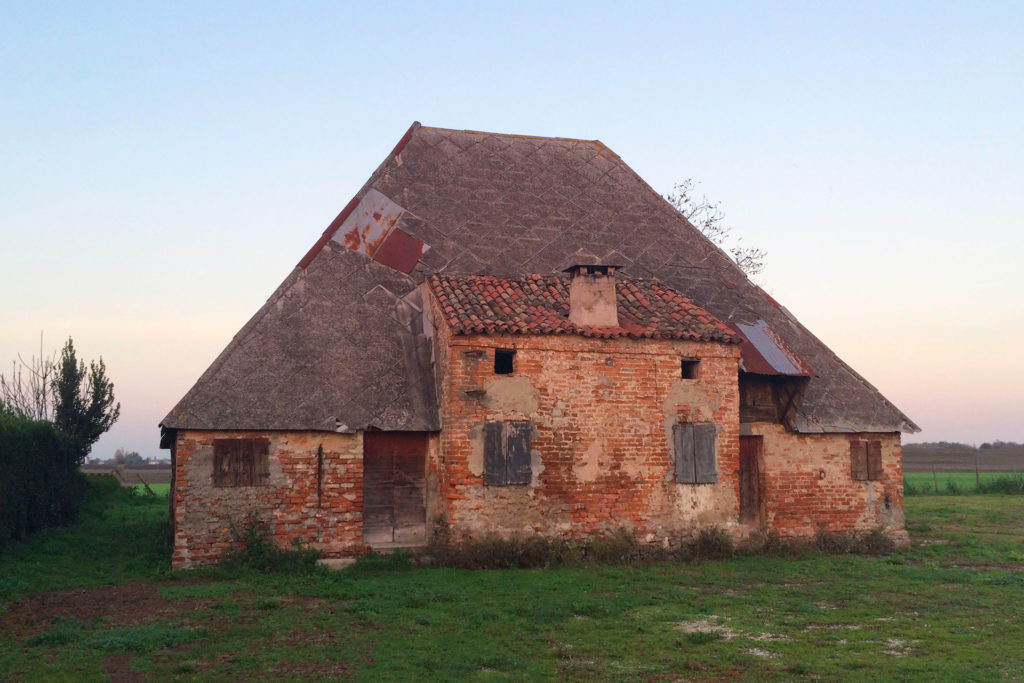
Casone di Conselve, Via Beolo

Il territorio di Conselve fa parte del Sistema Locale del Lavoro di Padova, che è un distretto industriale pluri-specializzato, ad alta densità abitativa, con una vocazione particolare per l'industria meccanica. Conselve è inserita in un contesto territoriale comunque multipolare, di "città diffusa", in cui il mercato del lavoro è molto dinamico, con un'alta presenza di imprenditori e una forte capacità attrattiva di popolazione straniera. Di grande rilevanza economica è la zona industriale locale, condivisa con Bagnoli di Sopra e tra le più grandi della provincia. Fuori da essa, si segnalano la Cantina Sociale (dove vengono raccolte le uve del territorio e prodotte numerose tipologie di vini) e le distillerie Bonollo, spesso al centro di polemiche politiche e conflitti sociali per odori molesti e presunti agenti inquinanti.
La popolazione straniera nel 2022 ammonta a 944 unità (il 9,4% della popolazione). Le principali comunità sono, in ordine, romena, marocchina e albanese.

## Geografia antropica

### Frazioni
Palù  zona situata ad appena un chilometro a sud di Conselve, attraversata dalla Strada Provinciale 92 "Conselvana" (Via Palù). Come spiegato in precedenza, in quest'area è presente la chiesa di San Giovanni Battista.
Beolo (Béolo in veneto) zona situata a nordest di Conselve. Il toponimo deriva probabilmente dal nome dialettale della betulla, Bégolo o dal latino medievale celtico Brogilus. I luoghi d'interesse sono l'unico casone rimasto nella zona e la parrocchia dei Sacri Cuori di Gesù e di Maria.

## Infrastrutture e trasporti

### Trasporto pubblico
Conselve è collegata tramite linee extraurbane da Busitalia-Sita Nord. I principali collegamenti sono per Padova, Monselice, Este, Abano Terme.
Fra il 1888 e il 1954 nella cittadina fu presente inoltre una stazione della tranvia Padova-Bagnoli di Sopra, gestita dalla Società delle Guidovie Centrali Venete (gruppo Società Veneta), poi dismessa in concomitanza con il diffondersi del mezzo privato. Era costume, in quegli anni, che il sabato, dopo il mercato, i laureandi prendessero il tram al Caffè Pedrocchi e finissero al capolinea di Bagnoli per bere qualche "ombra".

### Strade
Conselve è servita dalla Strada regionale 104 Monselice-mare, Strada Provinciale 14 di Pontecasale, Strada Provinciale 35 Volparo, Strada Provinciale 37 Paraisa e Strada Provinciale 92 Conselvana.

## Amministrazione

### Sindaci dal 1946
|                                                      | Giuseppe Suman                         | Democrazia Cristiana  | 1946-1949      | 1946   |
|                                                      | Antonio Berto                          | Democrazia Cristiana  | 1949-1951      | (1946) |
|                                                      | Bonaventura Deganello                  | Democrazia Cristiana  | 1951-1955      | 1951   |
|                                                      | Antonio Berto                          | Democrazia Cristiana  | 1955-1970      | (1951) |
| 1956                                                 | Antonio Berto                          | Democrazia Cristiana  | 1955-1970      |        |
| 1960                                                 | Antonio Berto                          | Democrazia Cristiana  | 1955-1970      |        |
| 1964                                                 | Antonio Berto                          | Democrazia Cristiana  | 1955-1970      |        |
|                                                      | Tarcisio Peraro                        | Democrazia Cristiana  | 1970-1975      | 1970   |
|                                                      | Mario Balielo                          | Democrazia Cristiana  | 1975-1985      | 1975   |
| 1980                                                 | Mario Balielo                          | Democrazia Cristiana  | 1975-1985      |        |
|                                                      | Vasco Varotto                          | Democrazia Cristiana  | 1985-1994      | 1985   |
| 1990                                                 | Vasco Varotto                          | Democrazia Cristiana  | 1985-1994      |        |
|                                                      | Pietro Pecorari (Commiss. prefettizio) | -                     | 1994           | -      |
| Sindaci eletti direttamente dai cittadini (dal 1994) |                                        |                       |                |        |
|                                                      | Giorgio Gradella                       | Centro                | 1994-1998      | 1994   |
|                                                      | Antonio Paoni                          | Centro-destra         | 1998-2002      | 1998   |
|                                                      | Luciano Sguotti                        | Centro-sinistra       | 2002-2007      | 2002   |
|                                                      | Antonio Ruzzon                         | Centro-destra         | 2007-2017      | 2007   |
| 2012                                                 | Antonio Ruzzon                         | Centro-destra         | 2007-2017      |        |
|                                                      | Maria Alberta Boccardo                 | Centro                | 2017-2022      | 2017   |
|                                                      | Umberto Perilli                        | Coalizione di persone | 2022-in carica | 2022   |

### Gemellaggi
- Torcy
- Jászberény

Conselve è gemellato con Torcy (un comune francese della Borgogna) e Jászberény (un comune ungherese della contea di Jász-Nagykun-Szolnok). Le celebrazioni ufficiali del gemellaggio della ricorrenza avvengono con manifestazioni diverse che hanno visto anche l'intitolazione di una via (passaggio Torcy) e di una piazzetta (piazzetta Jászberény) di Conselve.